# Hayden (Alabama)
Hayden es un pueblo ubicado en el condado de Morgan en el estado estadounidense de Alabama. En el censo de 2000, su población era de 470.

## Demografía
En el 2000 la renta per cápita promedia del hogar era de $ 31.484$, y el ingreso promedio para una familia era de 36.667$. El ingreso per cápita para la localidad era de 14.435$. Los hombres tenían un ingreso per cápita de 30.667$ contra 17.375$ para las mujeres.

## Geografía
Hayden está situado en 33°53′36″N 86°45′25″O / 33.89333, -86.75694 (33.893399, -86.756983).
Según la Oficina del Censo de los EE. UU., la ciudad tiene un área total de 0.94 millas cuadradas (2.44 km²).